# Función distancia con signo

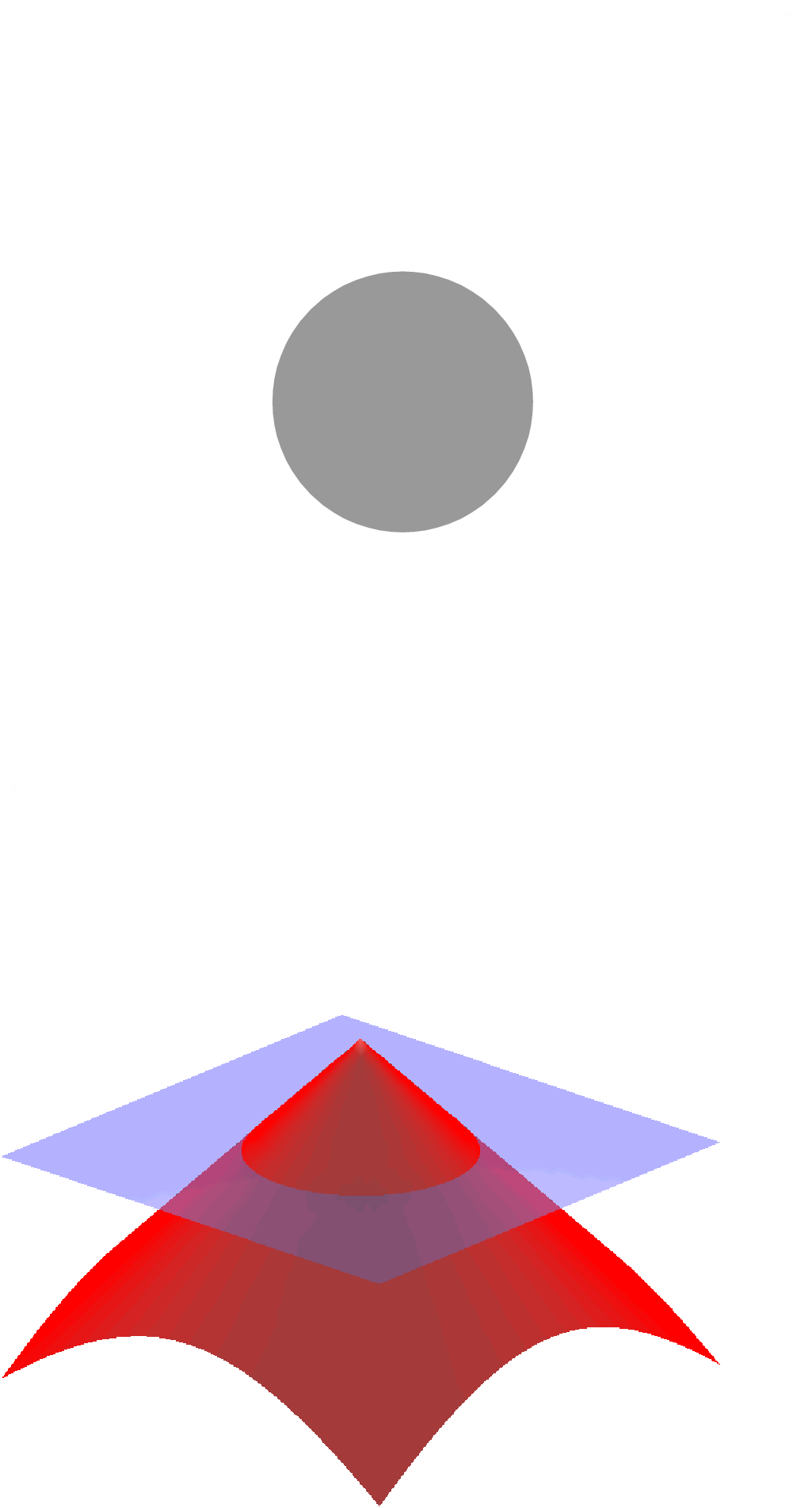
Función distancia con signo.

En matemáticas la función distancia con signo mide cuán cerca se encuentra un punto x de un conjunto S otorgándole un signo según el punto se encuentre de 'un lado o de otro' del conjunto S. 
{\displaystyle f(x)={\begin{cases}d(x,S)&{\mbox{ si }}x\in A\\0&{\mbox{ si }}x\in S\\-d(x,S)&{\mbox{ si }}x\in B\end{cases}}}
donde
{\displaystyle d(x,S)=\inf _{y\in S}d(x,y)} es la distancia ordinaria de un punto a un conjunto, A y B son conjuntos disjuntos que se definen según las características de S. 
- Aunque la definición de la función tiene sentido en un espacio métrico cualquiera y para cualquier conjunto S, habitualmente solo se define en los {\displaystyle \mathbb {R} ^{n}} y con S con suficientes propiedades.
- Si la superficie es completa, es decir, {\displaystyle S=cl(S)} donde cl es la clausura, podemos reemplazar ínfimo por mínimo.
- La función distancia con signo es llamada también función distancia orientada

## Función distancia con signo para superficies
Para una superficie S que encierra un volumen la función distancia con signo {\displaystyle b_{S}(x)} tomará valores positivos fuera de S, irá tendiendo a 0 a medida que x se acerca a {\displaystyle cl(S)} y tomará valores negativos dentro de S.
{\displaystyle b_{S}(x)={\begin{cases}d_{S}(x)&{\mbox{ si }}x\in S^{+}\\0&{\mbox{ si }}x\in cl(S)\\-d_{S}(x)&{\mbox{ si }}x\in S^{-}\end{cases}}}
Donde {\displaystyle S^{+}} es el espacio fuera de la superficie y {\displaystyle S^{-}} el espacio encerrado por la superficie.
- Para superficies que no encierran un volumen es posible también determinar el signo de {\displaystyle b_{S}(x)}. Sabemos que la elección de un vector normal {\displaystyle N(p)} en un punto p de una superficie S induce una orientación en S, esto es, un campo continuo de vectores normales a la superficie. Para superficies no orientables en general es posible, de la misma manera, determinar una orientación local en un entorno de p. Luego, como en general {\displaystyle b_{S}(x)} puede tomarse como la distancia entre x y un único punto {\displaystyle p_{x}\in cl(S)}, y como {\displaystyle x-p_{x}} es paralelo a {\displaystyle N(p)} la función tomara un valor positivo si {\displaystyle x-p_{x}} tiene el mismo sentido que {\displaystyle N(p)} y un valo negativo si tienen sentidos opuestos.

## Esqueleto
- Pueden existir ciertos puntos en el espacio donde la distancia a la superficie puede tomarse como la distancia a dos o más puntos de {\displaystyle cl(S)}. Este conjunto de puntos lo llamamos esqueleto de S y lo notaremos {\displaystyle \epsilon (S)}. Por ejemplo, en una esfera su esqueleto es su centro y un cilindro su eje.

{\displaystyle \epsilon (S)=\left\{x\in \mathbb {R} ^{3}\;/\;b_{S}(x)=s\|x-p_{x}\|=s\|x-p_{y}\|,\;s=\pm 1\;y\;p_{x}\neq p_{y}\right\}}

## Propiedades
Si S es una superficie continua y suave a trozos se verifican las siguientes propiedades:
1. Sea {\displaystyle p_{x}\in cl(S)} tal que {\displaystyle b_{S}(x)=\pm \|x-p_{x}\|} entonces {\displaystyle x-p_{x}} es normal a S en {\displaystyle p_{x}}. 
Demostración:
Sea A la esfera de centro x y radio {\displaystyle \|x-p_{x}\|}. Supongamos que {\displaystyle x-p_{x}} no es normal a S en {\displaystyle p_{x}}, entonces A no es tangente a S en {\displaystyle p_{x}}, entonces existirá en un entorno de {\displaystyle p_{x}} un {\displaystyle p_{y}\in S} dentro A, entonces {\displaystyle \|x-p_{y}\|<\|x-p_{x}\|}, lo cual es falso.
2. {\displaystyle b_{S}(x)} es Lipschitziana de constante k = 1, es decir, {\displaystyle \|b_{S}(x)-b_{S}(y)\|\leq \|x-y\|}.
Demostración:
Si {\displaystyle x\;e\;y\in S^{+}} entonces {\displaystyle \|x-p_{x}\|\leq \|x-p_{y}\|\leq \|x-y\|+\|y-p_{y}\|}, entonces {\displaystyle \|x-p_{x}\|-\|y-p_{y}\|\leq \|x-y\|}. Si {\displaystyle x\in S^{+}} e {\displaystyle y\in S^{-}}, entonces {\displaystyle \exists z={\overline {xy}}\cap S} tal que {\displaystyle \|x-p_{x}\|\leq \|x-z\|} y {\displaystyle \|y-p_{y}\|\leq \|y-z\|}, entonces {\displaystyle \|x-p_{x}\|+\|y-p_{y}\|\leq \|x-y\|}.
3. {\displaystyle b_{S}(x)} es diferenciable en casi todos los puntos.
Demostración:
El teorema de Rademacher, establece que si U es un subconjunto abierto de {\displaystyle \mathbb {R} ^{n}} y {\displaystyle f(x)} es Lipschitz continua, entonces {\displaystyle f(x)} es Fréchet diferenciable en casi todo U.
4. {\displaystyle b_{S}(x)} es diferenciable en x si y solo si {\displaystyle x\notin \epsilon (S)} y en ese caso existirá un único {\displaystyle p_{x}} tal que {\displaystyle b_{S}(x)=\pm \|x-p_{x}\|} y {\displaystyle \nabla b_{S}(x)={\frac {x-p_{x}}{b_{S}(x)}}}.
5. {\displaystyle \|\nabla b_{S}(x)\|=1}, es solución de la ecuación de la eikonal.
6. {\displaystyle \forall x\in S,N(x)=\nabla b_{S}(x)}, es decir para todo punto x en la superficie S la normal en x es el gradiente de {\displaystyle b_{S}(x)} en x.
Demostración:
{\displaystyle S\subset cl(S)=\left\{x\;/\;b_{S}(x)=0\right\}}, entonces {\displaystyle N(x)={\frac {\nabla b_{S}(x)}{\|\nabla b_{S}(x)\|}}={\frac {\nabla b_{S}(x)}{1}}=\nabla b_{S}(x)}
7. {\displaystyle H(x)=\Delta b_{S}(x)} La curvatura media en x es igual al Laplaciano en x.
Demostración:
{\displaystyle H(x)=\nabla {\frac {\nabla b_{S}(x)}{\|\nabla b_{S}(x)\|}}=\nabla {\frac {\nabla b_{S}(x)}{1}}=\nabla \nabla b_{S}(x)=\nabla ^{2}b_{S}(x)=\Delta b_{S}(x)}

## Ejemplos
- Distancia a un plano

Para un plano {\displaystyle \Pi \equiv A.x+B.y+C.z+D=0} cuyo vector normal es {\displaystyle (A,B,C)}
{\displaystyle b_{\Pi }(x,y,z)={\frac {A.x+B.y+C.z+D}{\sqrt {A^{2}+B^{2}+C^{2}}}}}.
- Distancia a una esfera

Sea S la esfera de centro {\displaystyle (a,b,c)} y radio r
{\displaystyle b_{S}(x,y,z)={\sqrt {(x-a)^{2}+(y-b)^{2}+(z-c)^{2}}}-r}
- distancia a un toro

Sea S un toro generado al rotar una circunferencia de radio r cuyo centro está separado a una distancia R del eje z y centrado en el origen. 
{\displaystyle b_{S}(x,y,z)={\sqrt {({\sqrt {x^{2}+y^{2}}}-R)^{2}+z^{2}}}-r}